# Złe oko
Złe oko – pradawne i rozpowszechnione w wielu kulturach wierzenia w to, że spojrzenie pewnych osób może sprowadzać cierpienie i nieszczęście, jak ubóstwo, choroba czy nawet śmierć. Zbliżony charakter ma przekonanie, że nie należy chwalić dzieci i ich talentów, gdyż spowoduje to przeciwne, negatywne skutki w ich rozwoju.
Rozpowszechnioną formą tego wierzenia jest pogląd, że nieszczęścia sprowadzają same tylko spojrzenia oczu w jakiś sposób niezwykłych (np. przez pewne schorzenia, jak zez czy katarakta), co ma charakter nieświadomy. Inna jego forma to wiara w "złe oko" jako świadomą szkodliwą praktykę magiczną. Do tradycyjnych form obrony przed "złym okiem" należą amulety oraz zaklęcia mające na celu odwrócenie jego skutków.

## Literatura dodatkowa
- Lawrence DiStasi, Mal Occhio (Evil Eye). The Underside Vision, North Point Press 1981.
- F.T. Elworthy, The Evil Eye, 1894 (reprint Julian Press 1958).
- R.C. MacLaglan, The Evil Eye in the Western Highlands, David Nutt 1902.
- Clarence Maloney, The Evil Eye, Columbia University Press 1976.